# مرداب خواب

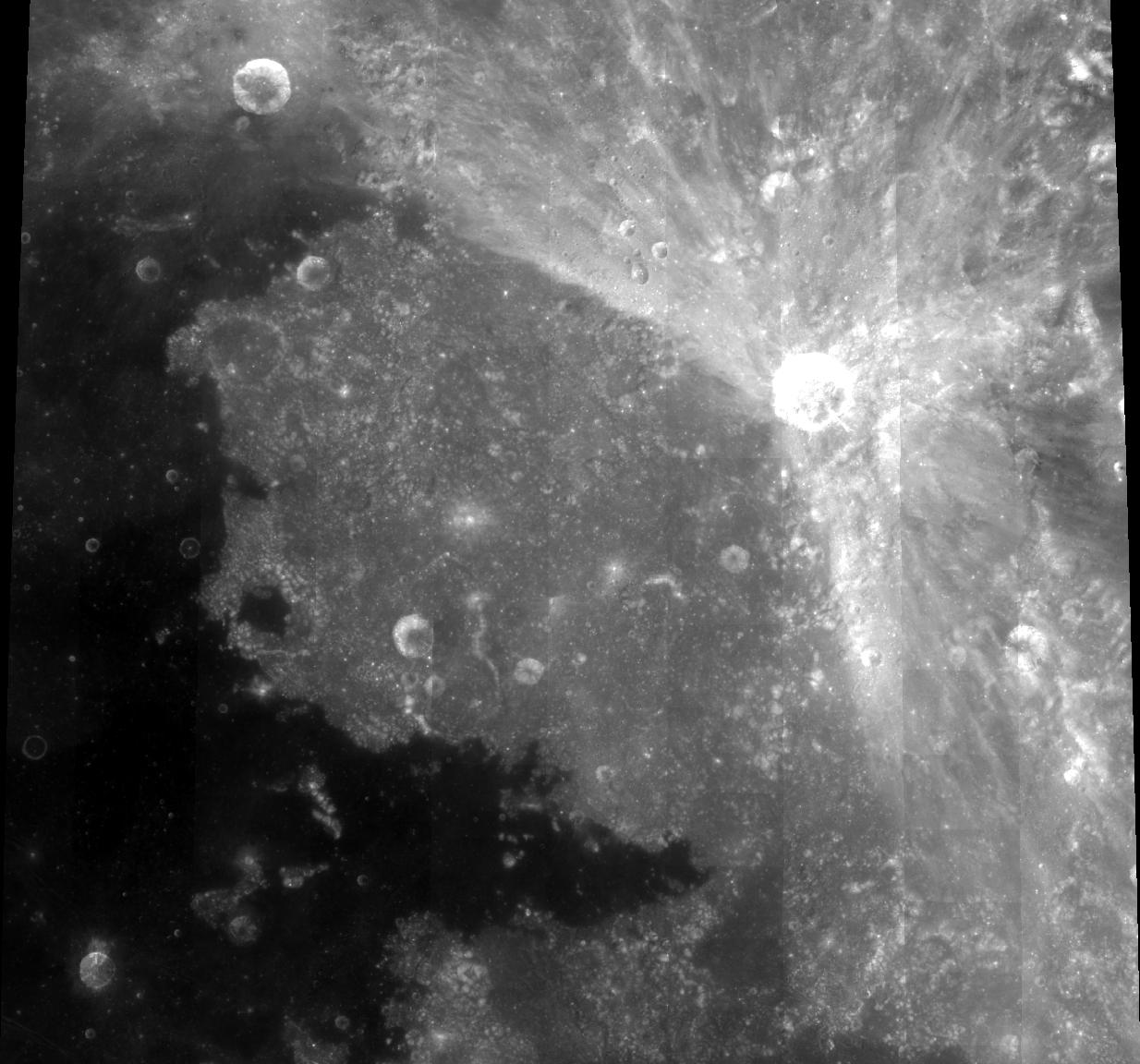
مرداب خواب.

مرداب خواب (به لاتین: Palus Somni) نام ناحیه‌ای بر روی سطح کره ماه است.
رویه این مرداب‌وار تاحدی صاف با ناهمواری‌های اندک است.
این ناحیه در راستای لبه شمال شرقی دریای آسایش و خلیج هماهنگی واقع شده‌است.
قطر مرداب خواب ۱۴۳ کیلومتر و مختصات ماه‌نگاشتی آن از این قرار است:
۱۴٫۱ درجه شمالی و ۴۵٫۰ درجه شرقی.
رنگ مرداب خواب قهوه‌ای روشن است که در دیگر نقاط سطح ماه دیده نمی‌شود.